# 604 a.C.

## Eventos
- 44a olimpíada: Gelão da Lacônia, vencedor do estádio.[1]
- Joaquim, vivendo há três anos no cativeiro na Babilônia, se rebela contra Nabucodonosor.[2]

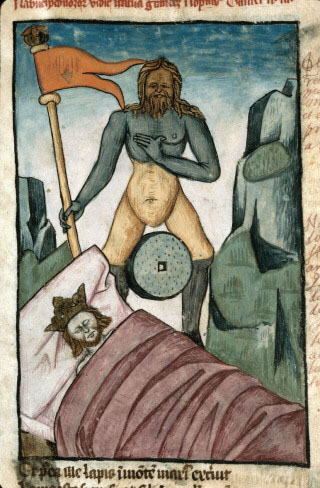
O sonho de Nabucodonosor

- Daniel e seus três companheiros, Sadraque, Mesaque e Adebe-Nego, se recusam a consumir a dieta indicada pelo rei. Eles consomem apenas legumes e água, e ficaram mais saudáveis que os demais servos do rei.[2]
- Nabucodonosor, no segundo ano de seu reinado, sonha com a imagem feita de vários metais. Seus magos não conseguem dizer qual foi seu sonho, e ele os condena à morte. Daniel, porém, pede ao rei para adiar a execução, ora a Deus, e recebe a revelação do sonho e a sua interpretação. Nabucodonosor torna Daniel governador da Babilônia, e deixa seus três companheiros como oficiais na província.[2]